# David Worth
David Worth (Los Angeles, 2 marzo 1940) è un regista e direttore della fotografia statunitense.

## Biografia
Sia come direttore della fotografia sia come regista ha anche usato alcuni pseudonimi, tra cui Sven Conrad.

## Filmografia

### Regista
- Poor Pretty Eddie (1975)
- How Sweet It Is! (1978) (come Sven Conrad)
- Frat House (1979) (come Sven Conrad)
- Hard Knocks (1979)
- Pink Champagne (1979) (come Sven Conrad)
- Body Magic (1982) (come Sven Conrad)
- Doing it! (1982) (come Sven Conrad)
- I predatori dell'anno Omega (1983)
- La vendetta del soldato (1986)
- Kickboxer - Il nuovo guerriero (1989)
- Lady Dragon (1992)
- Lady Dragon 2 - L'angelo della vendetta (1993)
- Avamposto cinese  (Chain of Command) (1994) (TV / Direct-to-video)
- American Tigers (1996)
- True Vengeance (1997)
- I Might Even Love You (1998)
- Air America (1999) (film per la tv)
- Profezie di morte (The Prophet's Game) (2000)
- Shark Attack 2 - Lo squalo bianco (Shark Attack 2) (2000)
- Sulle Tracce del Passato (Time Lapse) (2001)
- Shark attack 3 - Emergenza squali (Shark Attack 3: Megalodon) (2002)
- Air Strike (2003)
- Fists of Rage (2006)
- Honor (2006)
- House at the End of the Drive (2014)
- Hazard Jack (2014)
- House at the End of the Drive (2014)
- Borrowed Time III (2022) (co-director)

### Direttore della fotografia
- Adultery for Fun & Profit (1971) (come Sven Conrad)
- 101 Acts of Love (1971) (come Jim Hastings)
- Bloody Trail (1972)
- To Hell You Preach (1972)
- Is There Sex After Marriage (1973)
- Marriage and Other Four Letter Words (1974) (come Sven Conrad)
- Poor Pretty Eddie (1975)
- Death Game (1977)
- The Legend of Frank Woods (1977)
- How Sweet It Is! (1978) (come Sven Conrad)
- Pink Champagne (1979) (come Sven Conrad)
- Hard Knocks (1979)
- Cross - La grande caccia (1979)
- Frat House (1979) (come Sven Conrad)
- Bronco Billy (1980)
- Fai come ti pare (1980)
- Doing it! (1982) (come Sven Conrad)
- Body Magic (1982) (come Sven Conrad)
- The Night They Saved Christmas (1984) (film per la tv)
- Mai troppo giovane per morire (Never Too Young to Die) (1986)
- Senza esclusione di colpi (Bloodsport) (1988)
- Ombre sulla Cina - China Cry (China Cry: A True Story) (1990)
- Lady Dragon (1992)
- Lady Dragon 2 - L'angelo della vendetta (1993)
- Paper Dragons (1996)
- American Tigers (1996)
- True Vengeance (1997)
- All's Fair in Love & War (1997)
- McCinsey's Island (1998)
- I Might Even Love You (1998)
- Profezie di morte (The Prophet's Game) (2000)
- Sulle Tracce del Passato (Time Lapse) (2001)
- Shark attack 3 - Emergenza squali (Shark Attack 3: Megalodon) (2002)
- Air Strike (2003)
- Lost World - Predatori del mondo perduto (Raptor Island) (2004) (film per la tv)
- Puppet Master vs Demonic Toys (2004) (film per la tv)
- Alien Apocalypse (2005) (film per la tv)
- Man with the Screaming Brain (2005)
- The Black Hole (2006) (film per la tv)
- Honor (2006)
- Headless Horseman (2007)
- House at the End of the Drive (2014)

### Montatore
- Bloody Trail (1972)
- Is There Sex After Marriage (1973)
- Marriage and Other Four Letter Words (1974) (come Sven Conrad)
- Poor Pretty Eddie (1975)
- Death Game (1977)
- Hard Knocks (1979)
- Frat House (1979) (come Sven Conrad)

### Sceneggiatore
- Pink Champagne (1979) (come Sven Conrad)
- Frat House (1979) (come Sven Conrad)
- Doing it! (1982) (come Sven Conrad)
- Body Magic (1982) (come Sven Conrad)
- I predatori dell'anno Omega (1983)
- La vendetta del soldato (1986)
- Lady Dragon (1992)
- Hazard Jack (2014)